# Candid Hochstrasser
Candid Hochstrasser, né le 22 novembre 1846 à Langnau bei Reiden et mort le 30 décembre 1908 à Willisau, est une personnalité politique suisse, membre du Parti démocrate-chrétien.

## Biographie
Après avoir fait ses études de droit à Bâle, il soutient sa thèse de droit en 1935 ; celle-ci porte sur Die Korporationsgemeinde der Stadt Luzern (en allemand, « Les corporations de la ville de Lucerne »). Il est ensuite avocat à Willisau dès 1875 puis, en 1894, créateur et premier président de la ligne de chemin de fer Huttwil-Wolhusen.
Sur le plan politique, il est élu au Conseil national de 1881 à sa mort et au Grand Conseil du canton de Lucerne dès 1883. Fils d'agriculteur, il représente les intérêts de la paysannerie. Il lance en particulier, pendant son mandat fédéral, il lance, avec son collègue vaudois Charles-Eugène Fonjallaz, une initiative populaire demandant de baser l'élection du Conseil national sur la population suisse uniquement, mesure favorisant les campagnes comptant proportionnellement moins de résidents étrangers que les villes. Cette proposition, connue sous le nom d'initiative Hochstrasser-Fonjallaz est rejetée en votation populaire le 25 octobre 1903.